# Myrmecina silvampla
Myrmecina silvampla là một loài kiến được Shattuck, S. O. phát hiện và mô tả vào năm 2009.